# Nowawes

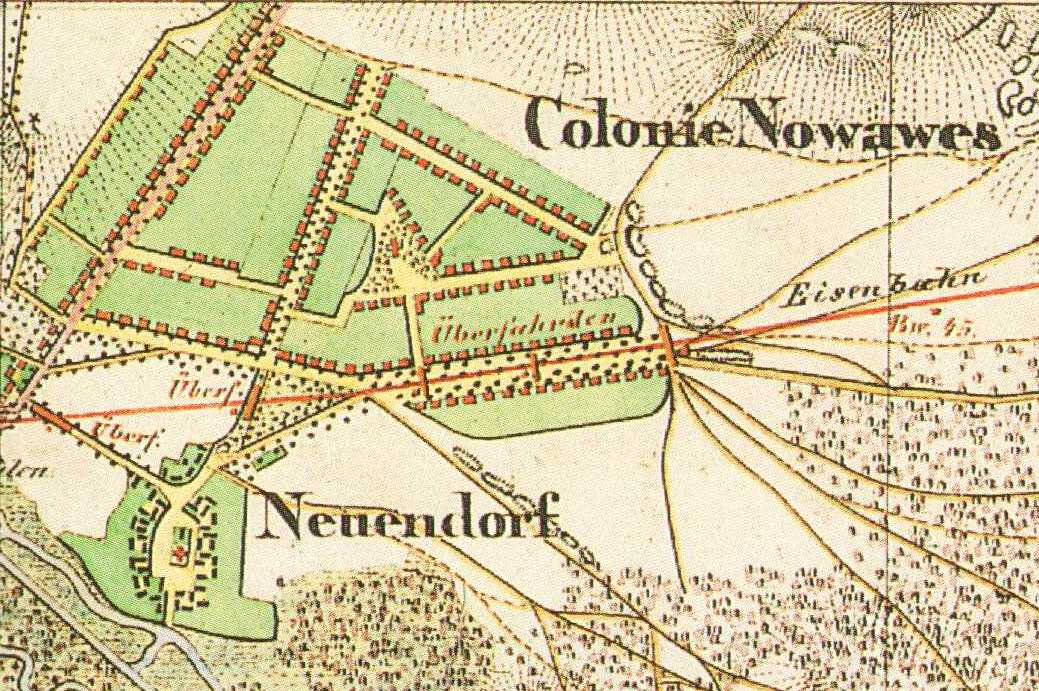
Nowawes – mapa z roku 1835

Nowawes (dnes Postupim-Babelsberg) byla kolonií českých pobělohorských exulantů, opustivších svou vlast kvůli evangelické víře. Městem se Nowawes stala v roce 1924, na Babelsberg byla přejmenována v roce 1938 a Babelsberg patří od roku 1939 k Postupimi. Poutník v městském znaku je památkou na exulanty.

## Historie
V roce 1752 Fridrich II. Veliký pověřil svého generála Wolfa Friedricha von Retzowa (1700–1758) k realizaci jeho záměru na vybudování české osady poblíž německé vsi Neuendorf. Původní název Böhemisch Neuendorf však nebyl Čechy užíván, proto úřady převzaly brzy jejich název, tj. Nová Ves. Místo bylo vybráno severně od stávající vesnice Neuendorf mezi dvěma královskými silnicemi: Königsweg do Berlína a Allee do Glienicke. Práce probíhaly ve dvou etapách, v první byl kromě domků, fary a školy postaven i kostel, který byl vysvěcen dne 6. května 1753. Prvním zdejším kazatelem byl Václav Letochleb, který pocházel z Morašic. České a německé bohoslužby sloužil sám a ty probíhaly střídavě, Češi odmítali talár, ale při německých bohoslužbách musel mít kazatel talár bílý.
Po ukončení druhé etapy prací v roce 1767 bylo v Nové Vsi 210 domů pro 420 rodin. Na ploše přibližně 72 hektarů žilo tisíc kolonistů. Osadníci neměli zemědělskou půdu, zabývali se výlučně tkalcováním, předením a drobnými řemesly. Ne vždy se jim dařilo přidělené domky splácet, pak se jich museli vzdát a odejít.
V roce 1865 bylo mezi obcemi Nowawes a Neuendorf postaveno vlakové nádraží (na trati mezi Berlínem a Postupimí), původně se stanice jmenovala Neuendorf, v roce 1891 byl tento název změněn na Nowawes-Neuendorf. Obě komunity mezi sebou stále soupeřily. Když si Neuendorf v letech 1894/1895 postavil vlastní radnici, Nowawes ho následovala v roce 1900. Dne 13. srpna 1906 se zástupci obou obcí dohodli na sloučení, k čemuž došlo dne 1. dubna 1907. Později, v roce 1924, se stala Nowawes městem, které bylo v roce 1938 (spolu s vilovou kolonií Neubabelsberg) včleněno do města Babelsberg.

## Stromy, domy…
Na začátku roku 1770 vydal Fridrich II. rozkaz k vysázení moruší pro chov bource morušového. Kolem Weberviertelu vznikly plantáže. V době rozkvětu bylo v okolí přes 3000 stromů, ale trvalo to jen několik let, poté se počet morušovníků snížil na přibližně 300 kusů.
Tkalcovské domky byly určeny pro dvě rodiny. Nalevo a napravo od předních dveří byla dvě okna. V místnosti s okny do ulice býval velký tkalcovský stav. V zadní místnosti byla ložnice rodičů. Děti se služebnictvem spaly pod střechou. Kuchyně byla společná pro obě rodiny, byla bez oken, na chodbě pod schody. Na přilehlém dvorku u domu musel být zasazen ořech. Plody patřily obyvatelům, ale dřevo patřilo továrně na pušky Ochsenkopf v Postupimi.
Zachovalo se 104 tkalcovských domů a zahrad, včetně „Nowweser Weberstube“ (Karl-Liebknecht-Strasse 23), ve kterém je vystaven mechanický tkalcovský stav i dokumenty o životě a díle tkalců, stejně jako informace o vývoji okresu Babelsberg do roku 1930.

## Galerie

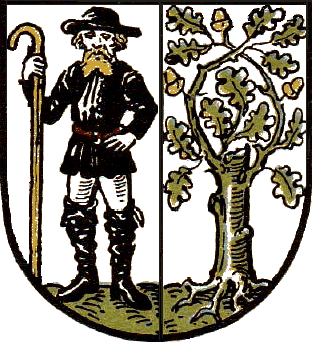
Poutník - městský znak
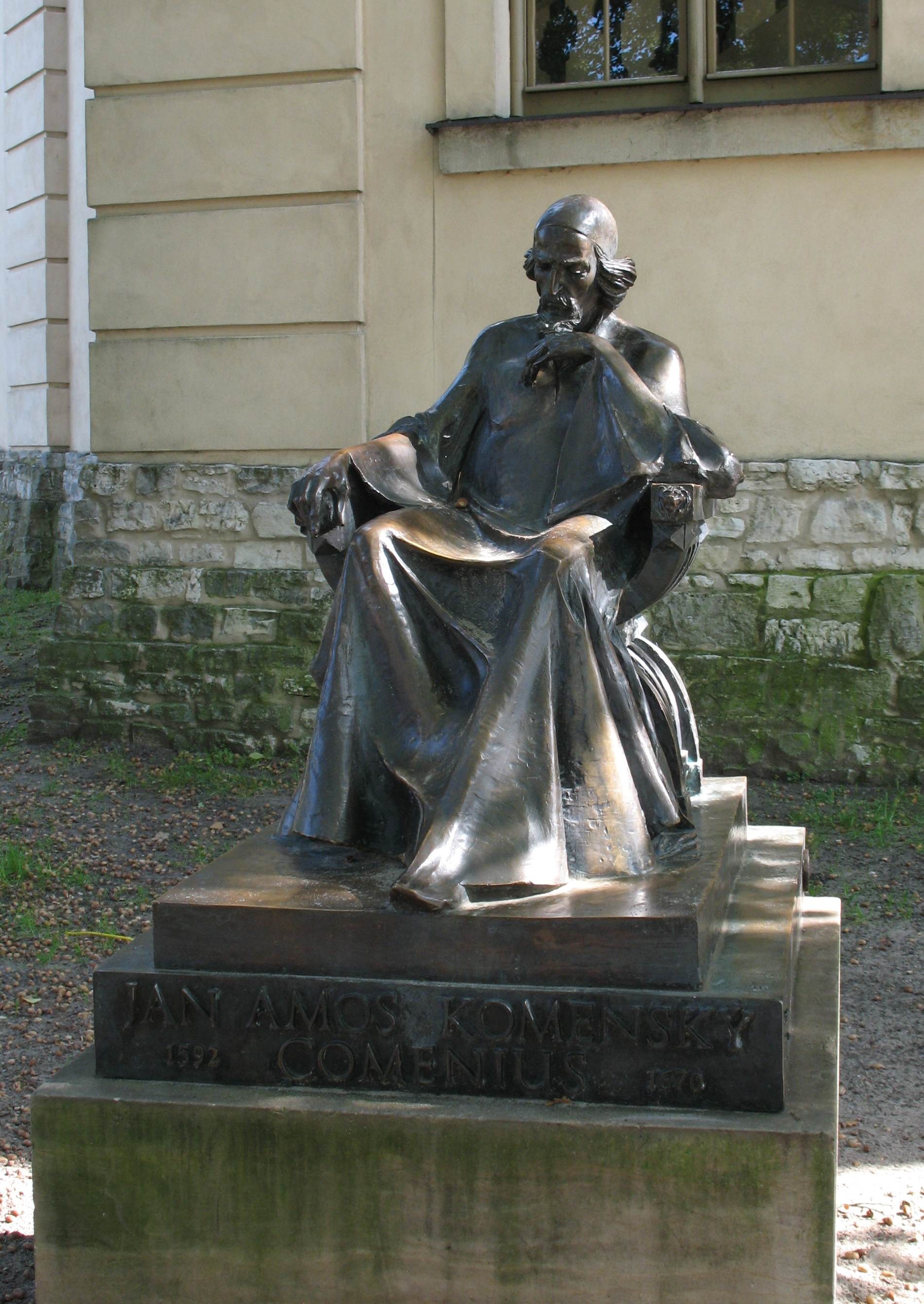
J. A. Komenský (Weberplatz)
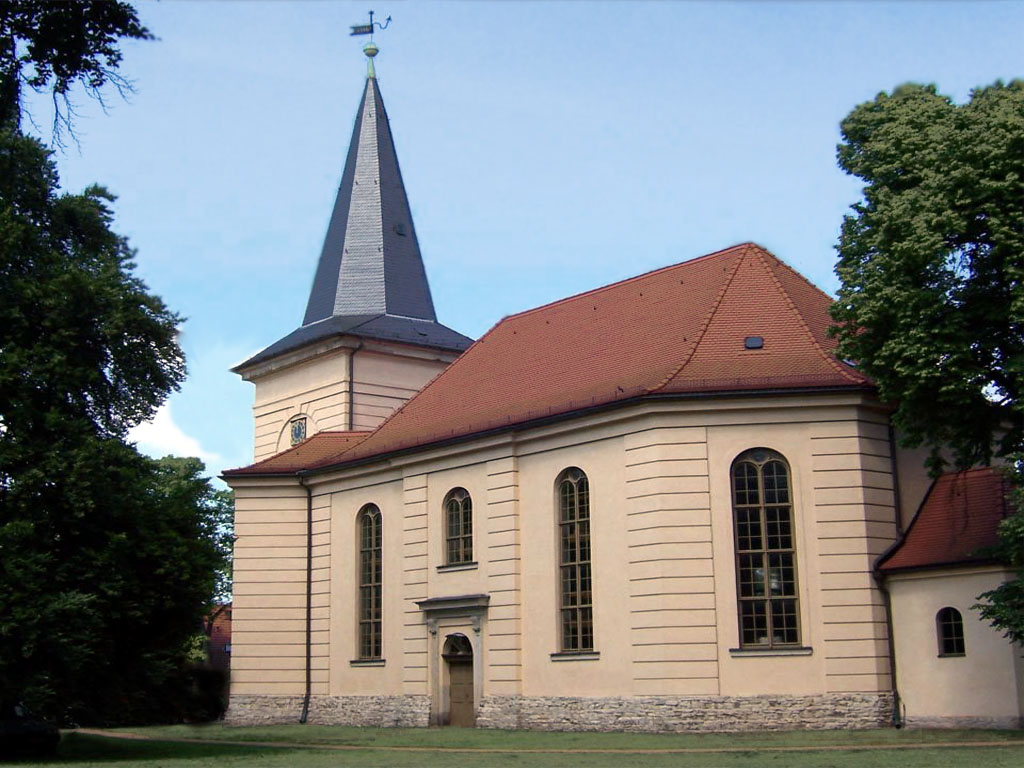
Kostel (Weberplatz)
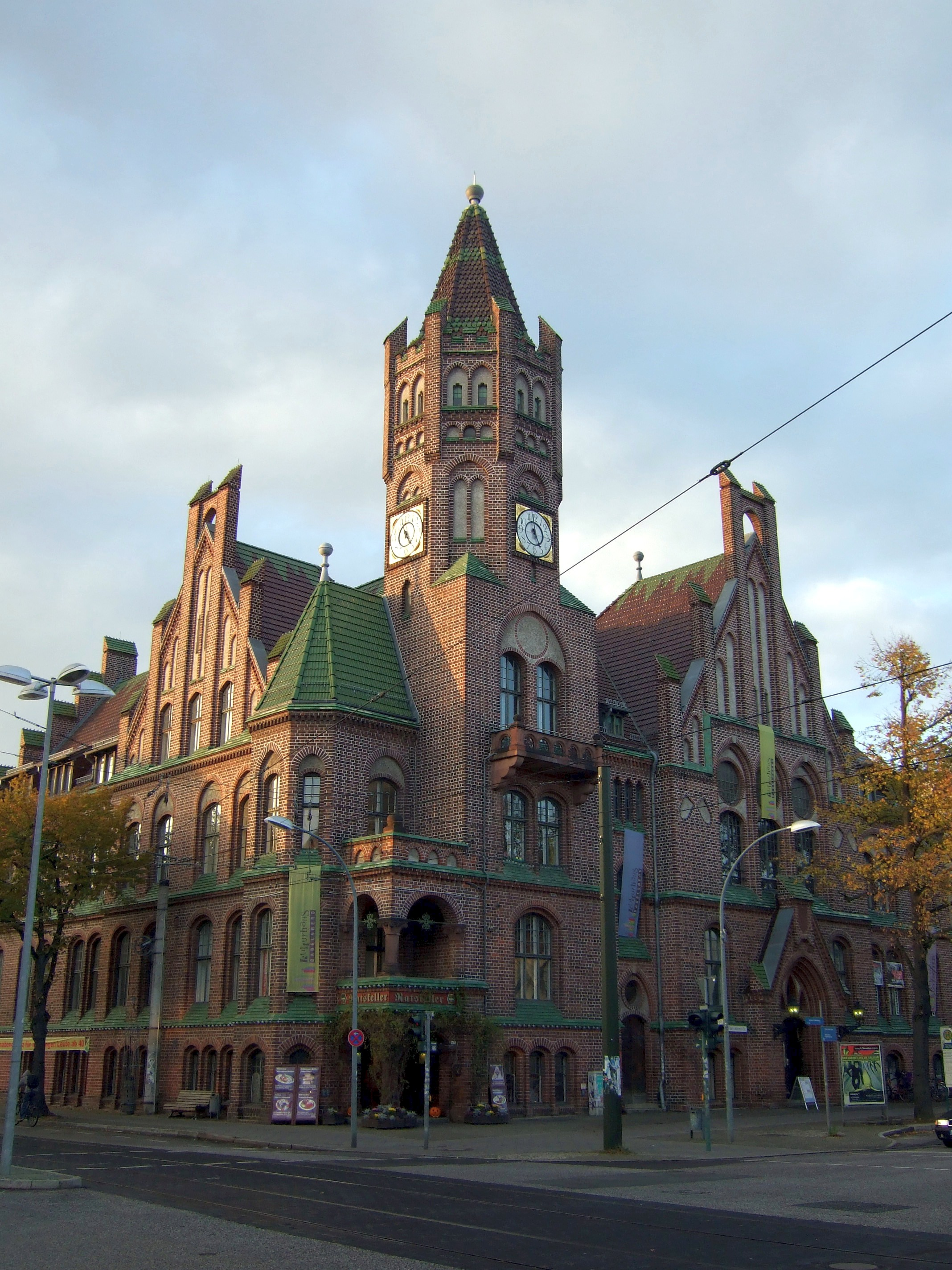
Bývalá radnice
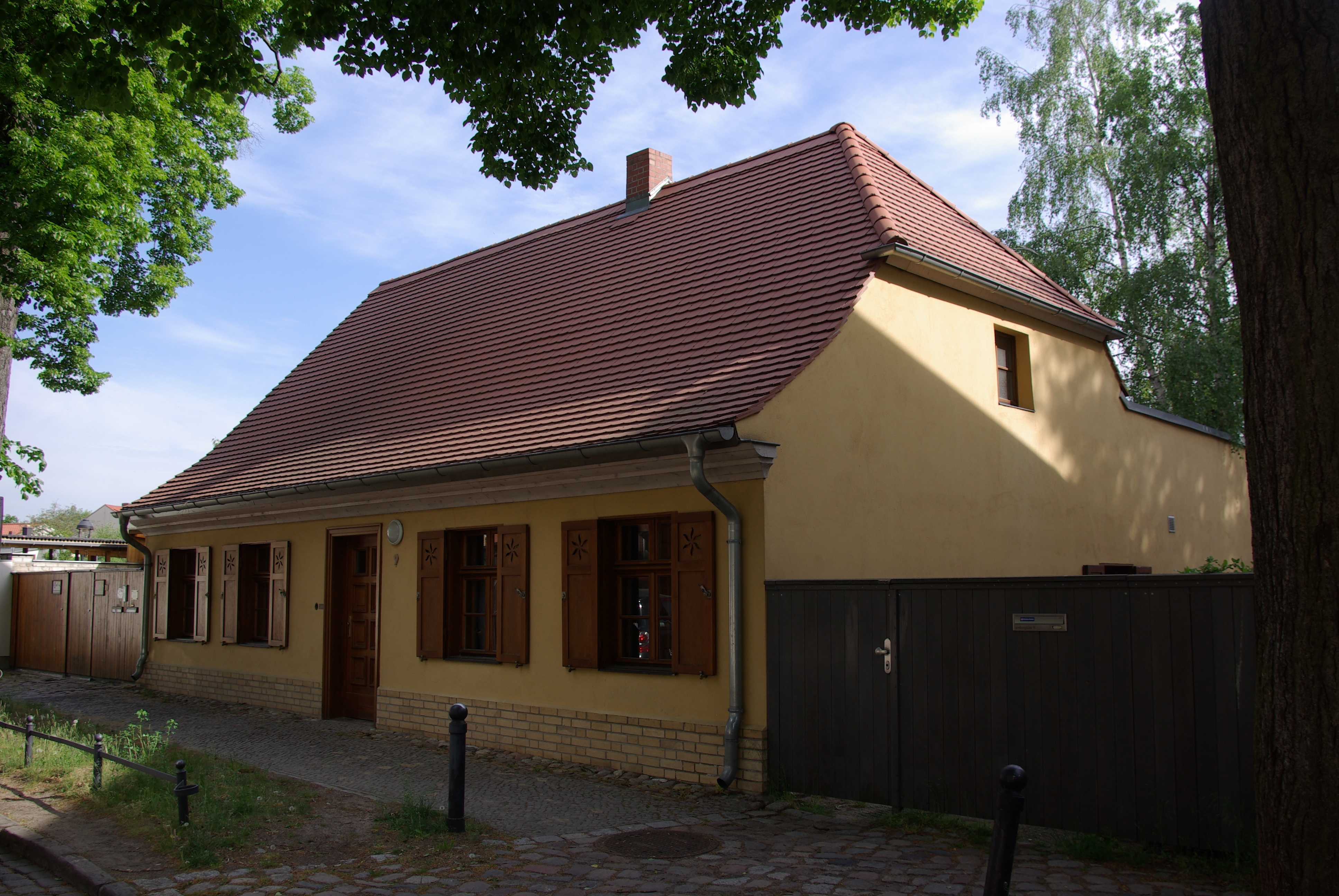
původní domek
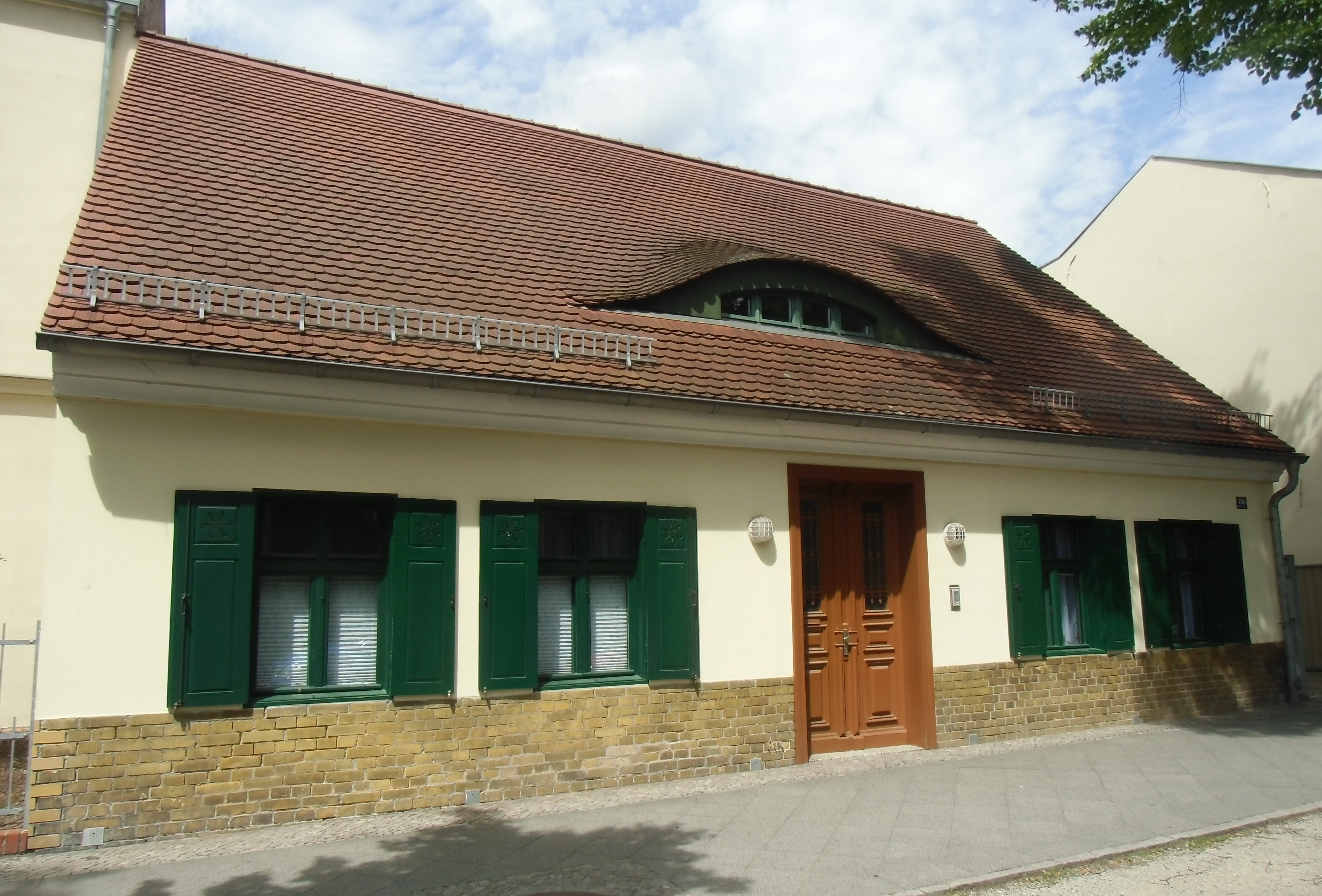
původní domek